# Арну, Артюр
Шарль Огюст Артюр Арну́ (Артур Арно, фр. Arthur Arnould; 17 апреля 1833, Дьёз, Лотарингия, Франция — 26 ноября 1895, Париж) — французский политический деятель, революционер, анархист, писатель и журналист.

## Биография
Сын профессора литературы Эдмона Арну. Оппозиционный журналист. Автор статей с критикой Второй империи. Увлекался теософией и мартинизмом.
Последователь Прудона. Активный участник Первого интернационала (1864).
После провозглашения Третьей республики 4 сентября 1870 года был назначен заместителем мэра 4-го округа Парижа.
Член Парижской Коммуны (1871). В марте 1871 года избран в Совет Коммуны от 4-го и 7-го округов. Первый член Комитета по иностранным делам, затем — входил в Комитет по труду и торговле (с 6 апреля), пропитанию (с 21 апреля) и образованию (с 4 мая).
Редактировал журнал Коммуны — Journal officiel de la Commune de Paris. После падения Коммуны бежал в Швейцарию, вернулся во Францию после амнистии в 1880 году.
Автор книг «Государство и революция» (1877), популярной «Истории Парижской Коммуны», опубликованной в 1878 году в Брюсселе. Издал несколько романов под псевдонимом Артур Матти.